# 코엑스 마곡 르웨스트
코엑스마곡 컨벤션센터(Coex Magok Convention Center)는 대한민국 서울특별시 강서구 마곡동에 있는 전시장 건물이다.

## 연혁
- 2024년 11월 28일: 개관[1]

## 교통
- ● 서울 지하철 9호선 ● 인천국제공항철도 마곡나루역
- ● 수도권 전철 5호선 마곡역 (지하도로 연결)

## 사진

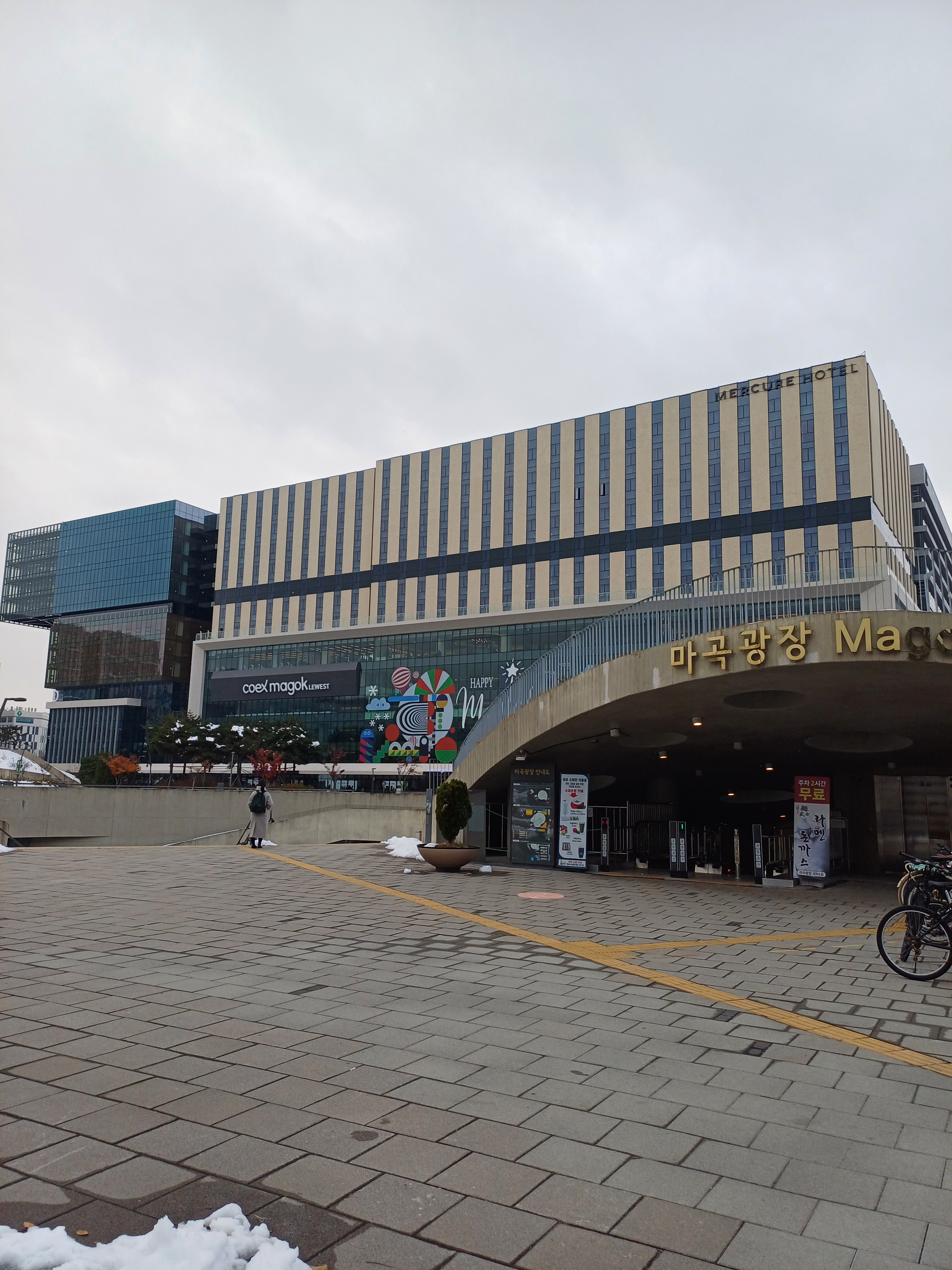
마곡광장
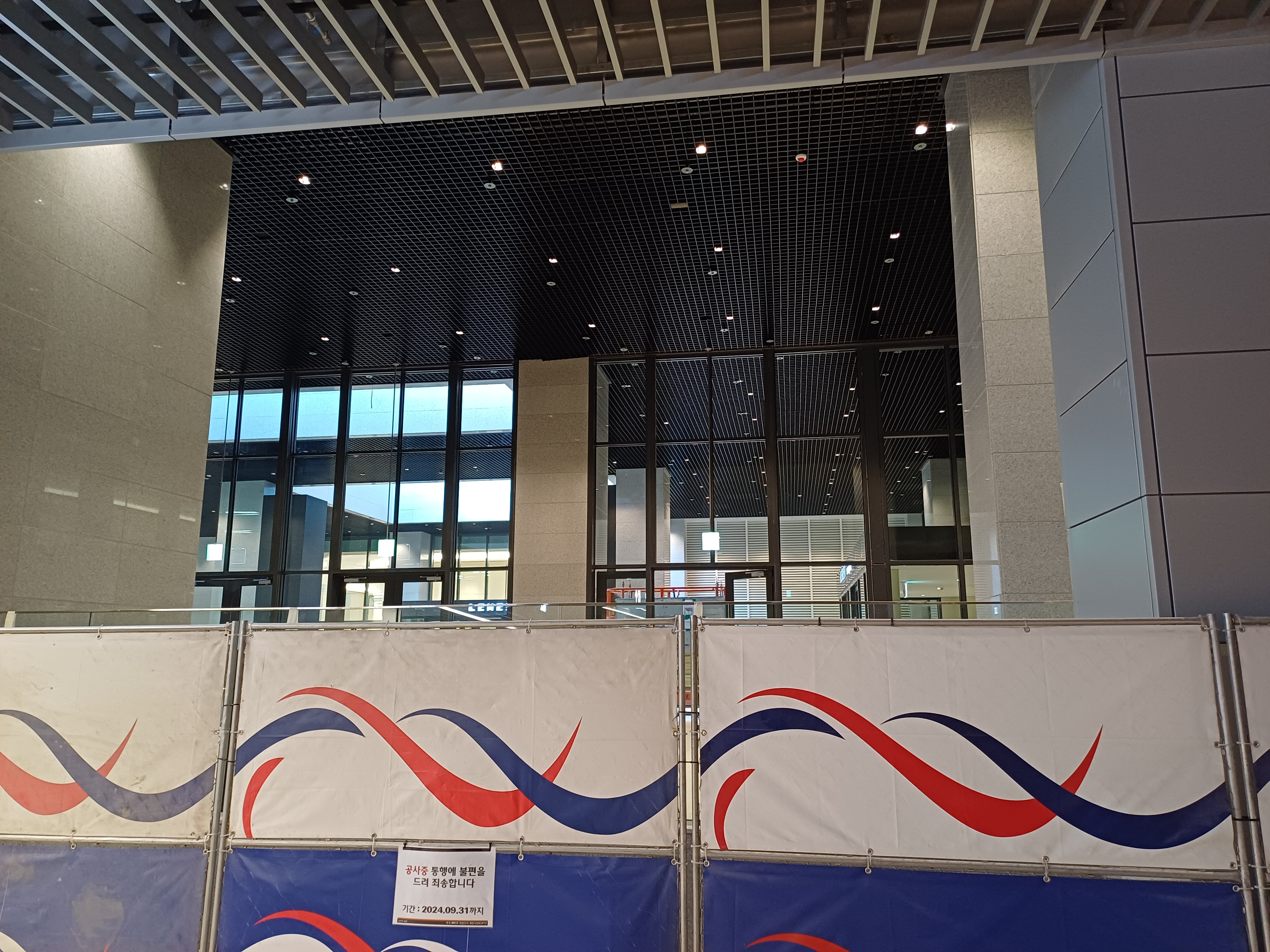
사진(2024년 10월 26일)
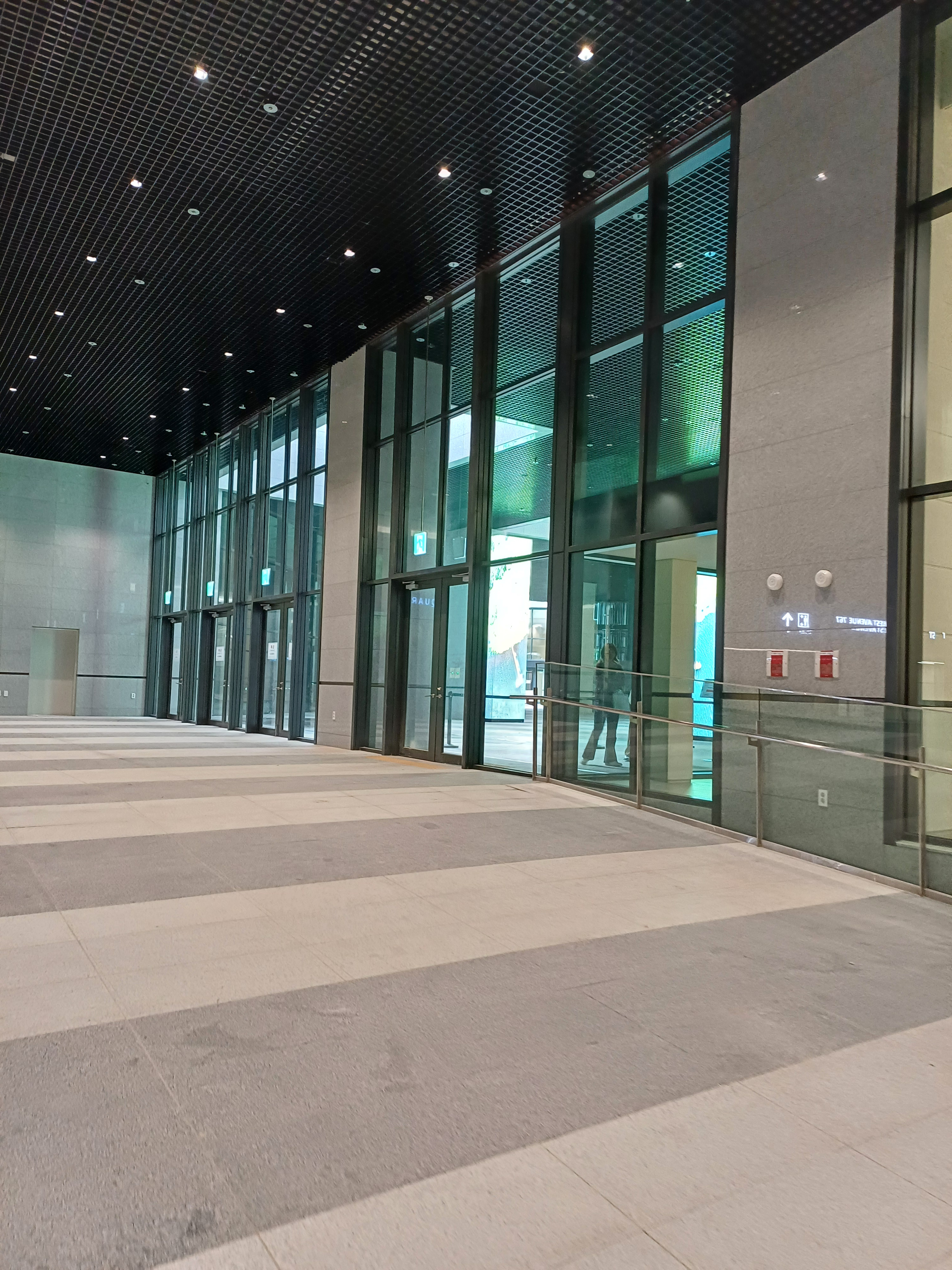
출입문2
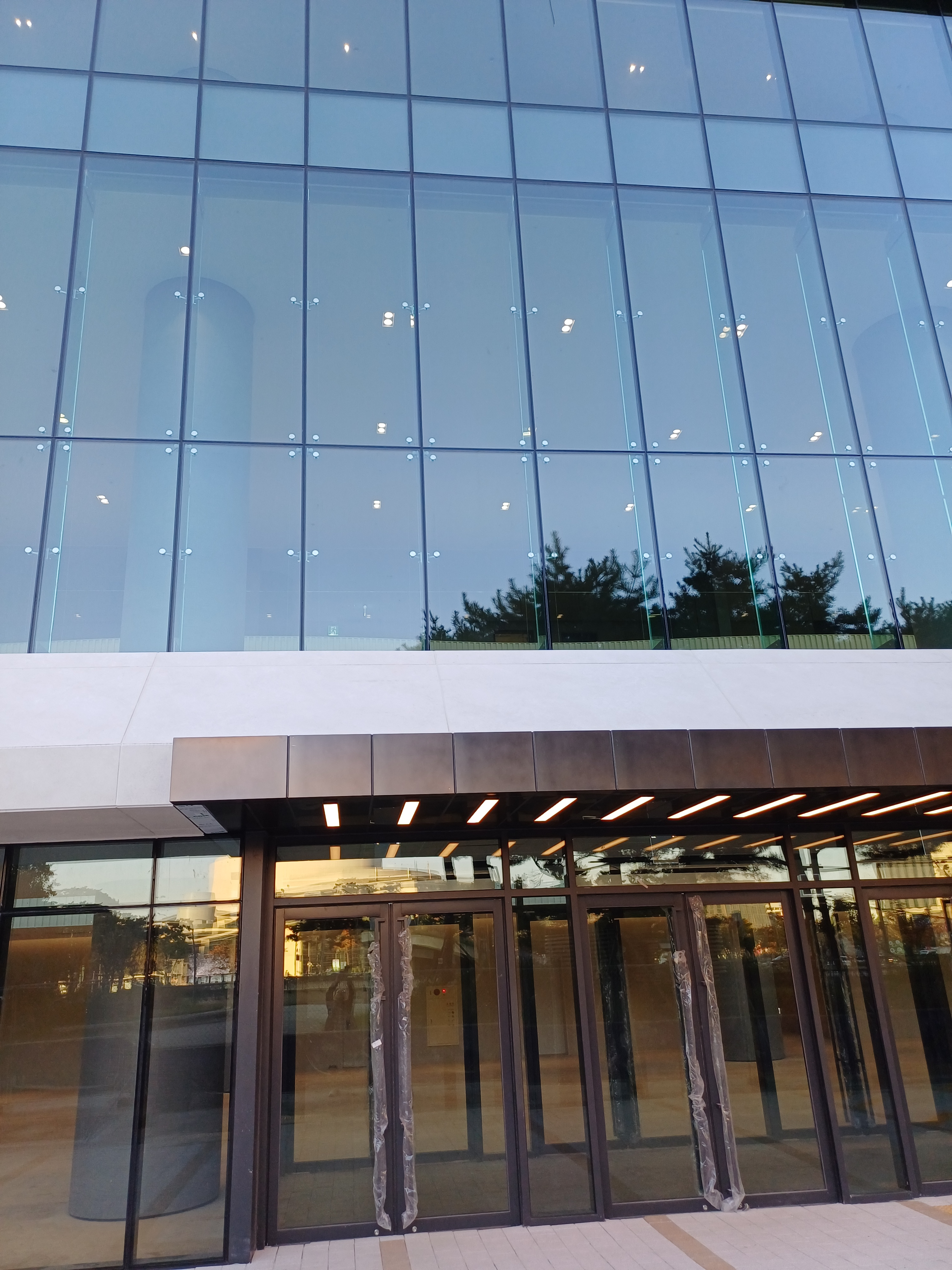
출입문
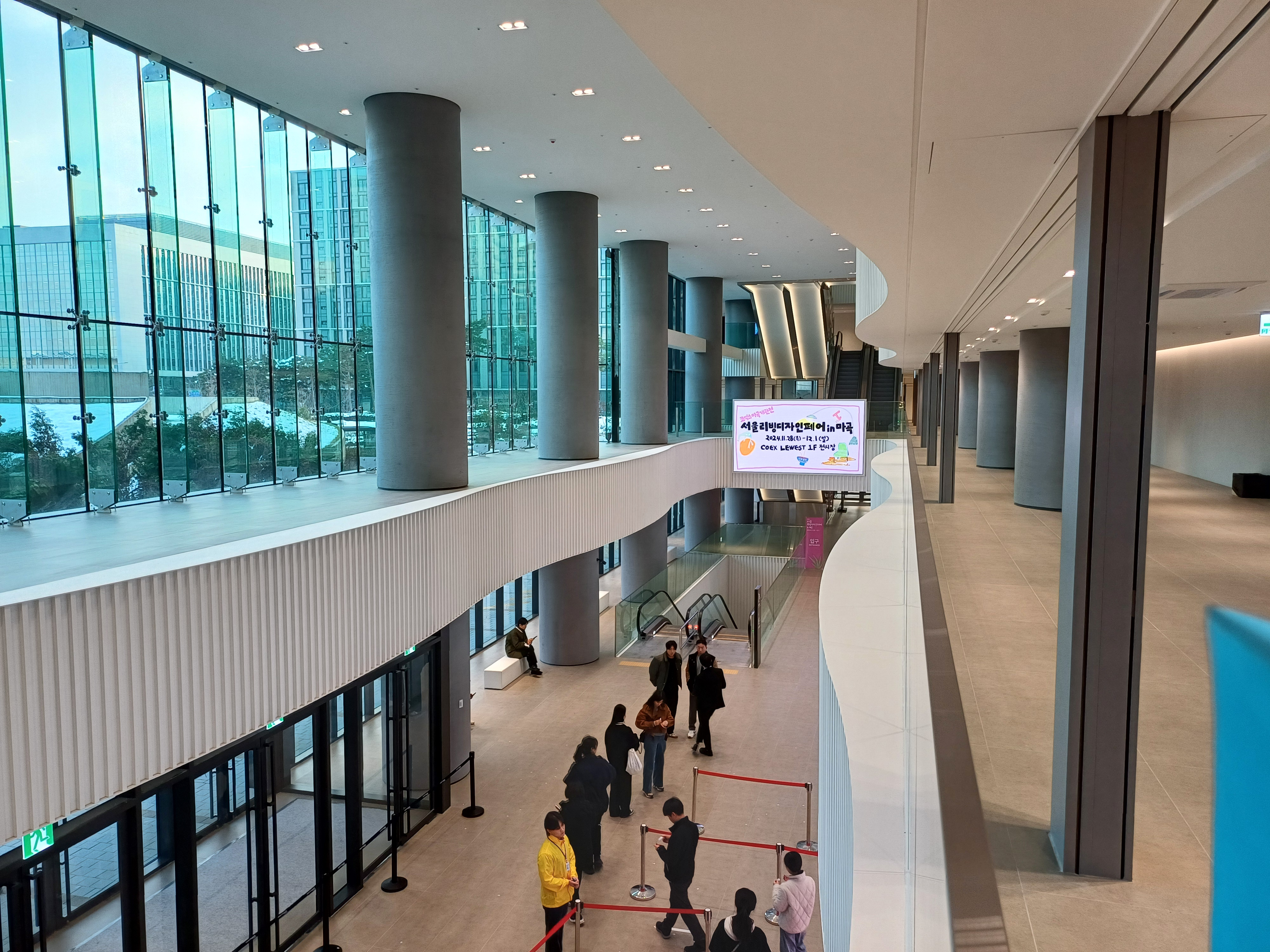

## 근접한 건물
- LG아트센터
- 서울식물원
- 머큐어 서울 마곡
- 르웨스트시티
- 마곡광장
- 마곡 롯데캐슬 르웨스트
- K스퀘어 마곡
- 원그로브
- 서울공항초등학교
- 마곡중학교
- 오스템임플란트 마곡중앙연구소

## 같이 보기
- 한국무역협회
- 한국종합무역센터
- 코엑스
- 코엑스몰
- 르웨스트